# Bruno Monti
Bruno Monti (Albano Laziale, 12 juni 1930 - aldaar, 16 augustus 2011) was een Italiaanse wielrenner. Als amateur nam hij deel aan de wegrit op de Olympische Zomerspelen 1952 in Helsinki. Hij eindigde als vijftiende. Hij was beroepsrenner van 1953 tot 1961, won drie ritten in de Ronde van Italië en droeg er twee dagen de roze trui. Zijn beste eindresultaat in de Giro was achtste in 1956.

## Belangrijkste overwinningen
1953
- 17e rit Ronde van Italië
- 18e rit Ronde van Italië

1954
- 1e rit Ronde van Zwitserland

1955
- 2e rit Ronde van Romandië

1956
- 3e etappe, 1e deel Ronde van Romandië
- Ronde van Emilia

1957
- 4e rit Ronde van Romandië
- 13e rit Ronde van Italië
- Ronde van Emilia

## Resultaten in voornaamste wedstrijden
| Jaar | Ronde van Italië | Ronde van Frankrijk | Ronde van Spanje |
| ---- | ---------------- | ------------------- | ---------------- |
| 1953 | 23e              |                     |                  |
| 1954 | 17e              |                     |                  |
| 1955 | 12e              | 23e                 |                  |
| 1956 | 8e               | 23e                 |                  |
| 1957 | 39e              |                     |                  |
| 1958 |                  |                     |                  |
| 1959 | 49e              |                     |                  |
| 1960 |                  |                     |                  |

| Jaar | Milaan-San Remo | Parijs-Roubaix | Ronde van Lombardije |
| ---- | --------------- | -------------- | -------------------- |
| 1953 | 60e             |                | 9e                   |
| 1954 | 13e             |                | 31e                  |
| 1955 | 10e             |                | 11e                  |
| 1956 |                 | 12e            | 5e                   |
| 1957 | 74e             |                | ↑                    |
| 1958 | 10e             |                | 59e                  |
| 1959 | 18e             |                | 21e                  |
| 1960 | 63e             |                |                      |